# TT14
| F18 · Y1 | i | i |

| F18 · Y1 | i | i |

TT14 (Theban Tomb 14) è la sigla che identifica una delle Tombe dei Nobili ubicate nell’area della cosiddetta Necropoli Tebana, sulla sponda occidentale del Nilo dinanzi alla città di Luxor, in Egitto. Destinata a sepolture di nobili e funzionari connessi alle case regnanti, specie del Nuovo Regno, l'area venne sfruttata, come necropoli, fin dall'Antico Regno e, successivamente, sino al periodo Saitico (con la XXVI dinastia) e Tolemaico.

## Titolare
TT14 Era la tomba di:
| Titolare | Titolo                                    | Necropoli       | Dinastia/Periodo | Note                                        |
| -------- | ----------------------------------------- | --------------- | ---------------- | ------------------------------------------- |
| Huy      | Prete puro di Amenhotep, immagine di Amon | Dra Abu el-Naga | XIX dinastia     | a nord della TT20, a pochi passi dalla TT13 |

## La tomba
La camera, rettangolare con angoli arrotondati, presenta dipinti parietali con scene di preti dinanzi a statue di sovrani, di prefiche, nonché del defunto e della moglie, della quale non viene identificato il nome, in offertorio ad Osiride nei pressi di un lago; preti dinanzi alla mummia del titolare della tomba; la presentazione del defunto da parte di Horus a Osiride e l'adorazione di Amon con testa di ariete.

### Annotazioni
1. ↑  La prima numerazione delle tombe, dalla numero 1 alla 253, risale al 1913 con l’edizione del "Topographical Catalogue of the Private Tombs of Thebes" di Alan Gardiner e Arthur Weigall. Le tombe erano numerate in ordine di scoperta e non geografico; ugualmente in ordine cronologico di scoperta sono le tombe dalla 253 in poi.
2. ↑  I campi della Duat, ovvero l'aldilà egizio, si trovavano, secondo le credenze, proprio sulla riva occidentale del grande fiume.
3. ↑  Nella sua epoca di utilizzo, l'area era nota come "Quella di fronte al suo Signore" (con riferimento alla riva orientale, dove si trovavano le strutture dei Palazzi di residenza dei re e i templi dei principali dei) o, più semplicemente, "Occidente di Tebe".
4. ↑  le Tombe dei Nobili, benché raggruppate in un'unica area, sono di fatto distribuite su più necropoli distinte.
5. ↑  Le note, sovente di inquadramento topografico della tomba, sono tratte dal "Topographical Catalogue" di Gardiner e Weigall, ed. 1913 e fanno perciò riferimento alla situazione dell'epoca.

### Fonti
1. ↑  Porter e Moss 1927,  pp. 26-27.
2. ↑  Gardiner e Weigall 1913.
3. ↑  Donadoni 1999,  p. 115.
4. ↑  Porter e Moss 1927,  p. 26.